# Józef Adamczyk (profesor)
Józef Stanisław Adamczyk – polski naukowiec, profesor dr habilitowany nauk rolniczych.

## Kariera naukowa
- 1988 – doktor nauk rolniczych (agronomia); nadanie stopnia - Instytut Hodowli i Aklimatyzacji Roślin - Państwowy Instytut Badawczy, rejestracja stopnia - Międzynarodowa Akademia Nauk Stosowanych w Łomży;
- 2002 – doktor habilitowany nauk rolniczych (agronomia); nadanie stopnia - Instytut Hodowli i Aklimatyzacji Roślin - Państwowy Instytut Badawczy, rejestracja stopnia - Międzynarodowa Akademia Nauk Stosowanych w Łomży;
- 2007 – profesor nauk rolniczych, rejestracja tytułu Międzynarodowa Akademia Nauk Stosowanych w Łomży[1] .

## Praca naukowo-dydaktyczna
Od 1 października 2015 do 31 grudnia 2018 zatrudniony przez Wyższą Szkołę Agrobiznesu w Łomży (aktualna nazwa: Międzynarodowa Akademia Nauk Stosowanych w Łomży; specjalność: genetyka roślin, hodowla roślin, uprawa kukurydzy); ponadto zatrudniony w Instytucie Hodowli i Aklimatyzacji Roślin - Państwowym Instytucie Badawczym, gdzie od 2011 jest członkiem Rady Naukowej Instytutu Hodowli i Aklimatyzacji Roślin - Państwowego Instytutu Badawczego; od 2011 był członkiem Komitetu Fizjologii, Genetyki i Hodowli Roślin Polskiej Akademii Nauk .